# Jászi Viktor
Jászi Viktor (eredeti neve: Jakubovits Viktor; 1881-ig) (Nagykároly, 1868. június 3. – Debrecen, 1915. február 25.) a magyar közjog nyilvános rendes tanára, a Magyar Jogászegylet és a Társadalomtudományi Társaság igazgató-választmányának tagja, Debrecen szabad királyi város törvényhatósági bizottságának s a Tiszántúli Református Egyházkerület közgyűlésének tagja; jogász, egyetemi tanár.

## Életpályája
1890-ben diplomázott a budapesti tudományegyetem jogi karán. 1893–1902 között a Kecskeméti Református Jogakadémián a közjog és a politikai jog rendes tanára volt. 1898-ban a magyar közjog tárgykörben magántanári képesítést szerzett. 1898–1915 között a budapesti tudományegyetem magántanára is volt. 1900–1903 között a Kecskeméti Friss Újságban jelentek meg írásai. 1902–1912 között a Debreceni Jogakadémián a közigazgatási jog rendes tanára volt. 1904–1910 között a Debreceni Független Újságban tette közzé cikkeit. 1905–1906 között a Debreceni Reggeli Ujságban publikált. 1912–1914 között a Kolozsvári Magyar Királyi Ferenc József Tudományegyetemen a magyar közjog nyilvános rendes tanára volt. 1914–1915 között a Tisza István Tudományegyetemen a magyar közjog nyilvános rendes tanára volt.

## Családja
Szülei: Jakubovits Ferenc (1840–1910) orvos és Sali (Rosalie) Bermann (1847-1870) voltak. Nagybátyja: Liebermann Leó (1852–1926) orvos, biokémikus. (Fél)testvérei: Jászi Oszkár (1875– 1957) politikus, szociológus és dr. Madzsarné Jászi Alice (1885–1935) mozdulatművész, táncpedagógus, koreográfus volt.
Temetése a Farkasréti temetőben volt.

## Művei
- Tanulmányok a magyar–horvát közjogi viszony köréből (Budapest, 1897)
- Fiume (Huszadik Század, 1900)
- Két magyar közjog. Kmety és Balogh műveinek bírálata (Huszadik Század, 1901)
- A pragmatica sanctio és a házi törvények. Felolvasta a Magyar Jogászegylet 1902. máj. 3-iki ülésén (Magyar jogászegyleti értekezések. Budapest, 1902)
- A főudvarnagyi hivatal bíráskodása a királyi ház tagjai fölött (A debreceni református főiskola évkönyve. 1902/03. Debrecen, 1903)
- Válasz a pragmatica sanctio és a házi törvények tárgyában. Polner Ödön, Schiller Bódog és Ferdinandy Gejza felszólalásaival (Magyar jogászegyleti értekezések. Budapest, 1903)
- A hadügyi felségjogról I-II. (Budapesti Napló, 1903)
- Deák Ferenc emlékezete. (A debreceni református főiskola évkönyve. 1903/04. Debrecen, 1904)
- Cloture és obstructio (Jogállam, 1903)
- A kollektív lélek. (Huszadik Század, 1904 és külön a Huszadik Század Könyvtára. Budapest, 1904)
- A magyar közigazgatási jog alapvonalai. I. köt. Bevezetés. Szervek. Közszolgálat joga. Jogakadémiai tankönyv. (Budapest, 1907)
- A tanyák szabadsága (Huszadik Század, 1908)
- Az általános választójog (Debreceni Független Ujság, 1910. ápr. 23.)
- Választójog és tömeglélektan (Huszadik Század, 1910)